# 北勝海信芳
北勝海 信芳（ほくとうみ のぶよし、1963年6月22日 - ）は、北海道広尾郡広尾町出身で九重部屋に所属した元大相撲力士。第61代横綱。本名は保志 信芳（ほし のぶよし）。現役時代の体格は身長181cm、体重151kg。得意技は押し、左四つ、寄り。愛称は苗字を捩った「ポチ」、および海外公演で付けられた「ブルドッグ」。「花のサンパチ組」（昭和38年生まれ）の一人。血液型はA型。
現在は、年寄・八角 信芳（）として八角部屋（高砂一門）の師匠。第13代日本相撲協会理事長。

## 現役時代

### 入門前
小学生時代に、既に北の富士から九重部屋への勧誘を受けていた。
1977年におじの勤務先の社長が13代井筒（第52代横綱・北の富士）と知り合いだったことが縁で勧誘されるが、13代井筒は以前勧誘したことがあるのを覚えていなかった。ちょうど保志は柔道で名を上げて他の相撲部屋にも勧誘されていたが、母親が電話で13代井筒に「最初に来てくれたあの部屋に行きたい」という保志の意向を伝えた。翌年（1978年）に東京に転校して以来、12代九重（井筒から名跡変更）のもとで稽古を積んでいる。

### 大相撲入門〜幕内・三役時代
中学卒業の1979年（昭和54年）3月場所に初土俵。同期生には横綱・双羽黒や関脇・琴ヶ梅がいるほか、のちにプロレスラーとなった安田忠夫（小結・孝乃富士）とは同期・同部屋・同学年の関係である。幕下に上がると部屋の横綱・千代の富士の付け人を命じられ、千代の富士との激しい稽古を重ねて強くなった。柔道経験者ながらも前に出る取り口に徹していた。
1983年（昭和58年）3月場所、19歳で新十両。北勝海と同じ北海道・十勝地方（河西郡芽室町）出身であり、中学時代には地方に名の知れた柔道選手でもあった、一学年齢上の大乃国がこの場所新入幕で、同郷のライバルといわれ始める。
1983年9月場所に20歳で新入幕。1985年（昭和60年）から前頭上位・三役の地位で好成績が目立ち始め、当時「将来の大関候補」とも呼ばれている。十両から関脇までは同期生のなかで一番早く昇進した。
1986年（昭和61年）3月場所、兄弟子の横綱・千代の富士が3日目から途中休場するが、それに奮起した保志が13勝2敗で自身念願の幕内初優勝を果たした（当時の5大関総撃破）。なお保志の優勝は史上初の四股名の読みが二文字の力士の幕内優勝であり2022年の九州場所で阿炎政虎が優勝するまでは唯一の例であった。その次の5月場所は11勝4敗で、関脇の地位で3場所合計32勝を挙げたが、当時大関は5人も居たことや終盤優勝争いから完全脱落したことなどから不運にも見送られる。しかし翌7月場所も12勝3敗の好成績により、関脇で3場所計36勝で異論無しに当場所後ようやく大関昇進となった（尚この7月場所は北尾〈のち双羽黒〉の横綱昇進も懸かっており、その北尾が横綱昇進を決め大関が1人減ったことから「6大関」は実現しなかった）。ちなみに、この1986年の九重部屋の新年会では「関脇維持では格好悪い」という事で言い出して大関を目標としていたが、それが達成された形となった。

### 大関時代
初土俵から本名の「保志」で相撲をとり続けていたため本人曰く「志を保つという意味もある。」とも発言していた。大関昇進が決まると、師匠は四股名を考えたが、出身地の「十勝（）地方」にちなんで、「北十海」「十勝海」「十勝富士」などが候補だった。しかし十勝の「十」の字は、『勝ち星が10勝止まりになりそうで止めた方が良い』と九重が発言、「十勝」から読みは十（と）ではあるが字は「勝」として、「北勝海」と決めた。当時『「勝」の字を「と」と読ませるのは無理がある』という声も聞かれたが、その後の本人の横綱昇進や、八角部屋創設後、所属力士の四股名に多用されたこともあり、現在では違和感なく受け入れられている。後の親方時代には改名当時を「私が強くなって、小学生にも北勝を『ほくと』と読ませてみせます、なんてえらそうなことを言ったんだよね。そのくらい気力も馬力もあった」と回想している。
大関昇進後、大関4場所目の1987年（昭和62年）3月場所には、上位陣総崩れの中12勝3敗の成績ながらも6場所ぶり2回目の幕内優勝となる。自身初の綱獲りだった翌5月場所は、12日目迄大関（当時）大乃国と共に12戦全勝だったが、13日目初対戦の平幕・両国に苦杯を喫し1敗に後退。千秋楽で14戦全勝の大乃国と対戦するも、結局寄り倒されて13勝2敗と優勝次点の成績に終わる。15戦全勝優勝の大乃国とは2勝の差があり、千秋楽の後に日本相撲協会から横綱審議委員会へ諮問するとの公表も「横綱昇進は微妙」と報道された。
しかし、それまでの北勝海の稽古熱心な所と品格の良さが、横審委員会から高評価を得たことなどにより、満場一致で同場所後に大関5場所目での横綱昇進が決定した（同時に関脇小錦も大関に昇進となる）。横綱昇進伝達式では「横綱の名をけがさぬよう、これからも一生懸命稽古し、努力します」と口上を述べた。

### 横綱時代
横綱土俵入りは兄弟子・千代の富士の指導の下、雲龍型を選択。新横綱の1987年7月場所は11勝4敗と優勝を逃したが、翌9月場所は14勝1敗で横綱初優勝、通算3回目の優勝を果たした。翌11月場所では13勝2敗の優勝次点の成績ながらも、自身初の年間最多勝に輝いた。しかし1988年（昭和63年）3月場所の千秋楽では、横綱大乃国に本割と優勝決定戦で連敗、逆転で優勝を奪われた。同年5月場所も終盤まで優勝を争ったものの、14日目に大関（当時）旭富士との取組前、支度部屋での準備運動で持病の腰痛を悪化させてしまい、翌日の千秋楽は自身初めての不戦敗・休場となる。次の7月場所からは腰痛が回復せず3場所連続全休となった。
再起をかけた翌1989年（平成元年）1月場所は、直前に発熱も重なり出場が危ぶまれたが、昭和天皇崩御で初日が1日遅れたこともあって回復が初日に間に合い出場。初日から自身初の14連勝を達成、千秋楽に1敗の旭富士に敗れ自身初の全勝優勝は逸したが、14勝1敗同士の優勝決定戦でその旭富士に勝利し、8場所ぶり4回目の幕内優勝を果たして完全復活に嬉し涙を浮かべた。これが平成初の幕内最高優勝となった。また、同年5月場所でも13勝2敗同士の優勝決定戦に進出、再び旭富士を倒して5回目の幕内優勝を達成。さらに同7月場所では、12勝3敗の成績で千代の富士と史上初の同部屋横綱同士の優勝決定戦で対戦。敗れはしたものの、その後の相撲でも横綱として充分な強さを発揮して優勝回数も多く重ねていった。また1989年11月場所は2場所連続で11勝4敗に留まったが、2年ぶり2度目の年間最多勝を受賞する。
1990年（平成2年）3月場所の千秋楽は、横綱北勝海、大関小錦、関脇霧島（場所後大関昇進）の3人の優勝決定巴戦となった。最初の北勝海対小錦戦は小錦が勝利。次の小錦対霧島戦は霧島が勝って小錦の優勝ならず。霧島は次の北勝海戦に勝てば霧島の幕内初優勝だったが、北勝海が勝ってまだ対戦は続く。そして次の小錦戦は北勝海が下手投げで下して2連勝、ようやく北勝海が5場所振り6回目の幕内優勝が決まった。何と三つ巴の対戦が四番も続くという大熱戦だった。しかし、北勝海の持病である腰痛の影響は大きく、次の5月場所以降は10勝前後で終わる事が多く、雲行きが怪しくなった。水中ウォーキングやマイナス190度の冷凍室に入る等さまざまな治療やリハビリを試しつつ、横綱としての懸命の土俵が続いていた。それでも、1990年9月場所は千秋楽にて13勝1敗の相星決戦で、当時新横綱だった旭富士を下し、7回目の幕内優勝を成し遂げている。
なお北勝海曰く、リハビリには1日8時間を要したといい、現役引退後の2017年9月25日に行われた横綱審議委員会の定例会合では宮田亮平委員が、「リハビリの方が稽古よりキツイ面もある」と力士たちに厳しいリハビリを積んで万全の状態で出場してほしいという考えから、その事実を知っていた上で北勝海に敢えて「横綱時代に3場所連続で休んだときにどれくらいリハビリをされましたか?」と質問している。特に冷凍室治療には150万円も診療代を使用しており、それだけでなく辛さも物凄かったため、その4年後には「もう一度、あの厳しいリハビリに耐えられる自信がない」と冷凍室治療を諦めて引退を決意したほどである。
1991年（平成3年）3月場所は、14日目に大乃国と優勝争いトップの12勝1敗同士の対決で、北勝海が寄り倒してひとり1敗を保持したものの、この一番で左膝を土俵の俵に強かに打って負傷してしまう。翌日千秋楽も北勝海の左膝は激痛で、まともに相撲が取れない状態だったが、隠し通しつつ横綱土俵入り及び三役揃い踏みを難なく務めあげた。この場所千秋楽結びの一番は横綱同士の北勝海対旭富士戦で、その結び前の一番は横綱大乃国対大関霧島戦だった。この場所の霧島は14日目で4勝10敗と負け越し、誰もがこの対戦は前日まで12勝2敗の大乃国が有利と見られ、千秋楽本割で大乃国が勝ち北勝海が負けると両者13勝2敗同士の優勝決定戦となっていた。ところが大乃国は過去幕内での霧島戦が6勝7敗の苦手とし、さらに久々の優勝のプレッシャーもあったのか、不調の霧島に大相撲の末まさかの敗戦で12勝3敗となり、この時点で13勝1敗だった北勝海の3場所ぶり通算8回目の幕内優勝が決まったのである。その後北勝海は結びの一番で、痛めた左膝を庇いながら旭富士に呆気なく押し出されて完敗。大阪府立体育会館の観客や関係者達も大きくどよめいた一番だったが、これが北勝海の最後の優勝となった（北勝海が膝をケガしている事を対戦相手の旭富士は分かっていたが、大乃国と霧島は全く知らなかったという）。

### 現役引退
北勝海はこの膝のケガをきっかけに、休場が多くなっていった。当時漫画雑誌で「実力的に大関候補でないのは北勝海位ですかね。」と揶揄された他やくみつるにも再三「ねばり腰だけは一流。」などと揶揄されていた。当時は4横綱が番付に名を連ねていたが、5月場所の千代の富士の引退を皮切りに、次の7月場所では大乃国、翌1992年（平成4年）1月場所では旭富士も相次いで土俵を去り、同年3月にはついに北勝海のみの一人横綱となった。3月場所に再起を賭けて出場したものの、北勝海らしい相撲は全く見られず、初日から水戸泉、久島海に2連敗してそのまま途中休場した。北勝海は横綱の責任感からぎりぎりまで復活を目指したが、度重なるケガは殆ど回復しないために同年5月場所直前の5月8日、番付に名を残しながら28歳10か月の若さで現役引退を表明した（横綱で廃業・死亡者を除けば栃ノ海・大乃国に次ぐ史上3位の早齢だった）。これにより、わずか1年の間に4人の横綱が全ていなくなってしまった。なお、北勝海の横綱在位数は29場所（番付上は30場所）だった。また北勝海の引退により昭和時代に横綱に昇進した力士は全員引退となった。さらに大鵬が新横綱だった1961年11月場所から30年以上続いた北海道出身力士の横綱が途絶えた。
その後、1992年5月場所から5場所（番付上では1992年7月から4場所）の間横綱空位（1931年〈昭和6年〉5月〜1932年〈昭和7年〉10月以来60年ぶり2例目）が続いたが、翌1993年（平成5年）1月場所後に曙がようやく横綱昇進を果たした。その直後北勝海の引退相撲が行われ、最後の横綱土俵入りには、新横綱の曙が太刀持ちを務めた（露払いは当時大関の小錦）。
引退相撲では当時異例とも言える、北勝海最後の取組が行われ、その対戦相手は同じ「花のサンパチ組」の寺尾だった。北勝海が最後の場所となった1992年3月場所、3日目の対戦が寺尾と決まっていたが、北勝海は不戦敗となり5月場所前に引退したため、彼自身寺尾と対戦出来なかったことが心残りだったという。そして彼は、引退相撲で寺尾と最後の対戦をしたいと申し出ると、寺尾は快く承諾。そしてその取組では、寺尾が北勝海を寄り切って勝利したが、勝負が決まった瞬間寺尾は北勝海に「お疲れ様」と労いの言葉を贈った。
素質はそれほどなかったが、非常に稽古熱心であり特に千代の富士との稽古は凄まじいものだった。その稽古熱心さから雑用を免除されており、チャンコ番をさせた兄弟子が千代の富士に叱られたという逸話も聞かれる。本人も千代の富士がいなければ綱などとても取れなかったという。横綱経験者としては自身が最多受賞である三賞11回の記録や甘めの横綱昇進などを引き合いに出して「それだけ特別に評価されてきたという証拠」という趣旨の主張を自伝に記述している。さらに師匠の九重は「千代の富士が大横綱になったことよりも、北勝海が横綱に昇進した事が一番の驚きだった」とも語っている。特に北勝海は幕内昇進後、千代の富士が休場した場所や3月場所には滅法強く、その時期での幕内優勝が多かった。髪の量は多い方だったが、頭から当たって突き押しで相撲を取るため、引退直前には額の生え際の毛は擦り切れかけていた。エメラルドグリーンの廻しを主に使用していたが、横綱昇進後は赤紫色の締め込みも見られた。
また北勝海は、もともとは十両に昇進することを最大の目標としていた、とも語っている。富士昇（北天佑の実弟）事件を特集した相撲雑誌などに、将来の目標を「横綱」とした富士昇と対比する形で発言が引用掲載されている。当時、大関栃光に外見も取り口も似ているといわれ、師匠の九重も栃光の本を渡し読むように助言したという。現役時代より現在に至るまで後援会長は鈴木宗男が務めている。媒酌人は浅田満が務めた。化粧廻しも浅田が経営していたハンナンから贈られたことがある。
なお、1991年7月場所千秋楽の旭富士対北勝海戦を最後に、日本出身横綱同士の本場所での対戦は行われていない（2019年〈平成31年〉時点）。

## 親方として

### 8代八角を襲名
引退と同時に横綱5年特権の年寄・北勝海となった。これは、同じ九重部屋所属の元・島錦の7代八角から定年後の年寄名跡譲渡の確約があったためであり、先代八角が定年退職した1993年9月場所後に8代八角を襲名した。同年10月に八角部屋を立ち上げ北勝力、海鵬ら関取9人を出している。また弟子の数が多く、ことに関取予備軍である幕下力士が多く所属しており、スカウト活動と育成の手腕に優れている。一方、「師匠が行ってきた稽古の3分の1で横綱になれる大器」「大関なんか、やる気になったら1年ですよ」「あれを大関にできなかったら、八角親方、あんたの責任だよって、僕は言ってるんです」と北の富士に才能を評価されていた隠岐の海は関脇止まりで引退しており、ある意味では育成に失敗している。2000年（平成12年）から2期4年監事（現在の副理事）を務めた。
広報部長としては2016年のインタビューで師匠・北の富士から「八角が広報部長の時ぐらいからでしょう。ファン拡大に本腰を入れ始めたのは。彼にそんな才覚があるとは思わなかったな」とその手腕を評価されるなどしている。
2010年に役員待遇に就任したが、2011年の大相撲八百長問題で年寄谷川（元・海鵬）と保志光の関与が発覚し、谷川は解雇、保志光も引退し、これに伴う責任として役員待遇を辞任した。
2012年の役員改選で理事に当選し、広報部長、指導普及部長、危機管理部長、博物館運営委員に就任。同年5月場所にて優勝争いの先頭を並走した栃煌山の千秋楽の対戦相手に決まっていた琴欧洲が当日になって休場届を出し不戦勝を与えることがわかった際には「優勝に関わる相撲で大関が休場してこんな形になっては観客に申し訳ない、昨晩のうちにわかっていれば割り返しで対応できたのに、今日になってからでは遅過ぎる。こんなことでは本人も師匠も自覚が足りないと言われても仕方がない。協会の危機管理能力も問われかねない事態だ」と苦言を呈していた。実際栃煌山不戦勝の場内放送から勝ち名乗りまでの間国技館内はブーイングの嵐だった。
NHKの大相撲中継では、2010年まで通常横綱経験者は行わない午後1時から2時30分までの幕下以下の取組の解説を1場所に1度担当した。また、サンデースポーツでは「八角親方の金言苦言」というコーナーを持ち、実演を交えた解説を行っている。近年の力士のぶつかり稽古の不足に警鐘を鳴らしており、「（胸を出してもらえるのだから）ありがたくぶつかれ」、「（きつい稽古も）毎日やってると普通になってくる。普通になるまでやらなくちゃいけない」などと発言している。
2012年9月26日、日馬富士の横綱昇進の伝達式では、協会理事として使者を務めた（日馬富士と同じ一門の玉垣審判委員が同行）。また、2014年3月26日の鶴竜の横綱昇進伝達式でも、同様に協会理事として使者を務めた（鶴竜と同じ一門の湊審判委員が同行）。
2014年の役員改選と同時に行われた新たな職務分掌では、理事の序列2位である事業部長の役職を与えられた。

### 日本相撲協会理事長に就任
2015年11月20日に北の湖敏満（日本相撲協会理事長）が死去したことにより、理事長代行に就任した。代行業務としてはこれより以前の同年7月場所千秋楽以降、北の湖の体調不良のため協会御挨拶と表彰式を代理で務めていた。北の湖死去直後の11月場所千秋楽の協会御挨拶では訃報に触れず、土俵優先を貫く故人の遺志に従って「平成27年11月22日、公益財団法人日本相撲協会理事長、北の湖敏満代読、八角信芳」と読み上げた。
2015年12月18日、日本相撲協会理事会にて第13代理事長に選出された。高砂一門からは初の理事長となった。好角家で知られる漫画家のやくみつるはその十数年前、冗談半分で「親方が理事長になったらついていきます」とヨイショしたが、現役時代に横綱として突出した存在でもなかった八角に、当時は理事長の目があるとは考えられなかったと後に振り返っている。やくみつるは2016年の雑誌の記事で「今となっては、もっと真剣に言っておくべきだったと悔やんでおります（笑）」と語っている。
2016年3月28日、日本相撲協会理事会で理事長に再選された（実質的な理事長1期目）。貴乃花理事（元横綱）との一騎打ちとなり、理事による多数決を６対２で制した。堅実な運営が幅広く支持を集めた。
同年7月31日、同じ九重部屋の兄弟子だった13代九重（第58代横綱・千代の富士）が、膵臓癌により61歳で逝去。訃報の直後はショックが大きくコメント出来ず、翌8月1日記者陣に対して「（体調が）悪いと聞いていたが、現役時から絶対に強い、負けない、必ず治るだろうと思っていた。まだ信じられない」と驚きを隠せず「兄弟子でしたが、もう1人の親方という感じだった。『本当にお疲れさまでした』と言いたい」と目を潤ませていた。
広報部長や事業部長など豊富な職務経験や幅広い視野を生かし、理事長としてさまざまな改革やファンサービスを実行している。
2017年1月にさまざまな災害の被災地支援などを目的にする「社会貢献部」を設置。同年7月の名古屋場所では九州北部豪雨の被災地支援として会場内に募金箱を設置し「少しでもお役に立てれば」と話した。
同年11月場所千秋楽、場所中に発覚してから角界を揺るがしていた日馬富士の貴ノ岩に対する暴行事件に関して「横綱・日馬富士の問題により皆様には多大なるご心配、ご迷惑をおかけしたことを心よりお詫び申し上げます」と千秋楽恒例の協会あいさつで述べた。
2018年2月2日に行われた理事選挙では11人が立候補した中で11票を獲得して当選し、理事長続投が決定。
2018年9月の秋場所では、国技館内に「キッズルーム」を新設し、家族連れの来場者が観戦を一層楽しめるように配慮した。
平成最後の本場所となった2019年3月場所、初日恒例の協会挨拶で館内のファンに向けて「平成最後」の文言を入れた。
令和最初の本場所となった2019年5月場所では、初日恒例の協会挨拶で「横綱白鵬の休場は誠に遺憾ではございます」としつつも「新しい時代にふさわしい白熱した相撲で、皆さまのご期待にお応えできることと存じます」と「新しい時代」を強調した。
同場所後には諮問機関として「大相撲の継承発展を考える有識者会議」を発足させた。メンバーはプロ野球ソフトバンクの王貞治球団会長や女優の紺野美沙子ら8人で、国際化が進む日本社会における国技発展などについて提言を受けることにした。
同年12月13日に、13代東関（元幕内・潮丸）が血管肉腫のため41歳で逝去。高砂一門葬の葬儀委員長としての弔辞では「明るく、誠実な人柄から、弟子には慕われ、先輩親方からは大変かわいがられました。私もそういった人柄にほれ、一回りも若いあなたにいろいろな相談をしてきました。そのたびに、あなたの言葉に助けられてきました。本当に素晴らしい人でした」「自分の体の一部を失うように感じています。41歳という若さで旅立たなければならないということに、運命の残酷さを痛感しています」と生前の故人との思い出や親交について明かした。2020年1月31日の協会理事会で16代振分（元小結・高見盛）が東関部屋の継承者として承認されるまでの間は、高砂一門の長として東関部屋を八角部屋に一時預かりをして責任者となった。
2020年3月23日、理事会にて全会一致で理事長に再選され、記者会見で「伝統を守っていくことが一番の課題だが、まず当面の最重要課題は新型コロナウイルスへの対応。全協会員が結束を固め、また外部の方々のご指導を真摯（）に受け止め、公明正大な協会運営をしていく」と抱負を述べた。
2021年1月場所初日の協会挨拶では「世界中に感動を届けることができるよう努力」と述べ、白鵬・鶴竜の両横綱の休場を謝罪した。取組後の取材で「緊急事態宣言になってるけど開催して、（昨年の）春場所でも言ったけど、相撲を取るだけではない。祈願してやってるわけだから。そういう思いを含めていい相撲をしないといけないと思う」と開催の意義を説明していた。
同年7月3日、7月場所の安全を祈願する土俵祭が行われたが、大雨による新幹線の運転見合わせにより足止めを受けて欠席となった。
2022年3月26日、理事長再選が確実であることが関係者の話で分かり、実質的な理事長4期目に入ることとなった。
同年7月24日、協会は部屋の北勝富士が新型コロナウイルスに感染したと発表した。部屋の力士で感染発覚後に取組があった隠岐の海は休場。濃厚接触者に該当する自身も休場することになり、八角理事長の代行は陸奥事業部長（元大関・霧島）が務めることになった。千秋楽に理事長が表彰式を欠席することは異常事態と言える。

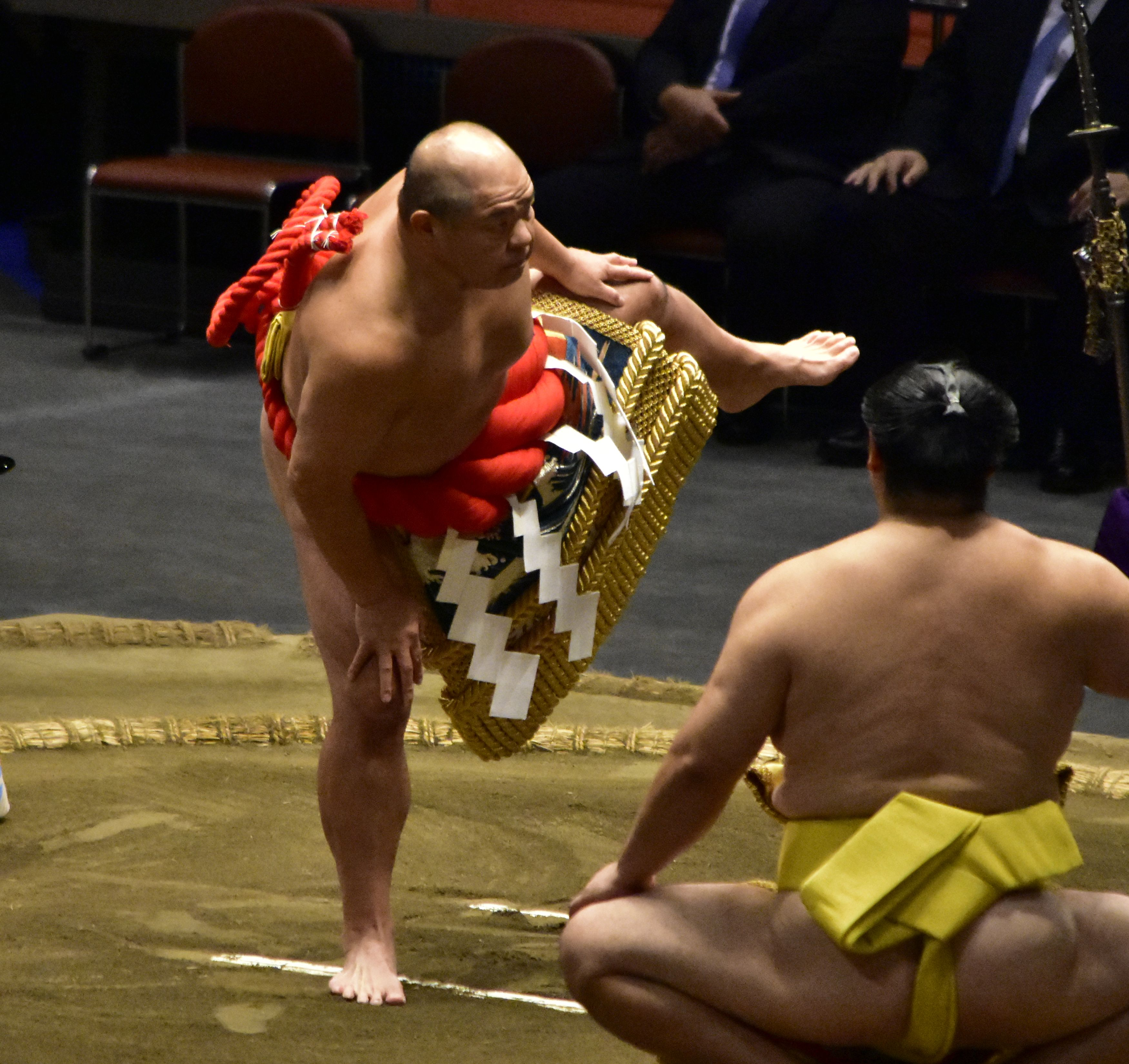
第61代横綱・北勝海信芳の還暦土俵入り（2023年9月2日 両国国技館）

9月2日、両国国技館で一般公開となる還暦土俵入りが行われた。太刀持ちは君ヶ濱（元関脇・隠岐の海）、露払いは北勝富士。3ヶ月ほど前にこの日の披露が決まったが、1ヶ月ほど前に腰痛を発症し、日課の散歩もままならず、体調にだけは留意してこの日を迎えた。入場の際に館内から「北勝海!」と声が上がり、これには八角も「ジーンと来ました。現役の頃を思い出しました」と感慨深げであった。せり上がりを終えた後の2回目の四股の際に、少し足を滑らせ「1回目にうまくいって、その気になって2回目は滑って慌てた」と苦笑いも浮かべた。支度部屋で関係者と記念撮影などで過ごした後、報道対応した八角は、現役時の師匠だったNHK相撲解説者の北の富士について言及。八角部屋創設から30年の節目だが「周りが本当に応援してくれたからこそ、ここまでできた。最初は北の富士親方の関係者、知り合いがほとんど」と、北の富士の後援者が、そのまま八角親方を支援する形で引き継がれたことを説明。そして北の富士について「先日、退院しましたよ」と近況を語っていた。
2024年1月26日、理事候補選に無投票当選。同年3月25日の評議員会で理事就任が正式に承認された後、同日開催された理事会で理事長続投が正式に承認された。
同年11月12日、かつての師匠・北の富士（第52代横綱）が82歳で病死。9日後の11月21日に記者陣へ対し、晩年の元師匠は入退院の繰り返しだった事を明かしつつ、「いつも楽しい師匠で、盛り上げてくれた。怒られた事は殆ど無く、褒めて良い方向に導いてくれた。技術的に言われたりする事も無かった。そんな親方だったから、横綱を2人も誕生させたと思う」と時折り笑みを浮かべながら、現役時代を懐古していた。

## 主な成績

### 通算成績
- 通算成績：591勝286敗109休 勝率.674
- 幕内成績：465勝206敗109休 勝率.693
- 大関成績：56勝19敗　勝率.747
- 横綱成績：250勝76敗109休 勝率.767
- 幕内在位：52場所（番付上では53場所）
- 横綱在位：29場所（番付上では30場所）
- 大関在位：5場所
- 三役在位：13場所（関脇9場所、小結4場所）
- 連勝記録：20（1990年9月場所2日目 - 1990年11月場所6日目）
- 年間最多勝：1987年（74勝16敗）、1989年（72勝18敗）
- 連続6場所勝利：75（1987年5月場所 - 1988年3月場所）
- 通算（幕内）連続勝ち越し記録：18場所（1985年7月場所 - 1988年5月場所）
- 幕内連続2桁勝利記録：11場所（1989年1月場所 - 1990年9月場所）

### 各段優勝
- 幕内最高優勝：8回（1986年3月場所、1987年3月場所、1987年9月場所、1989年1月場所、1989年5月場所、1990年3月場所、1990年9月場所、1991年3月場所）

優勝同点：2回
- 十両優勝：1回（1983年7月場所）
- 幕下優勝：1回（1983年1月場所）
- 序二段優勝：1回（1979年7月場所）

### 三賞・金星
- 三賞： 11回（横綱経験者としては歴代1位）
  - 殊勲賞：3回（1985年11月場所、1986年3月場所、1986年7月場所）
  - 敢闘賞：3回（1983年11月場所、1984年1月場所、1986年5月場所）
  - 技能賞：5回（1984年11月場所、1985年7月場所、1985年11月場所、1986年1月場所、1986年3月場所）
- 金星： 1個（北の湖1個）

### 場所別成績
| | 一月場所 初場所（東京） | 三月場所 春場所（大阪） | 五月場所 夏場所（東京） | 七月場所 名古屋場所（愛知） | 九月場所 秋場所（東京） | 十一月場所 九州場所（福岡） |
| --- | ----------------------- | ----------------------- | ----------------------- | --------------------------- | ----------------------- | --------------------------- |
| 1979年 （昭和54年） | x                       | （前相撲）              | 東序ノ口15枚目 5–2      | 西序二段84枚目 優勝 7–0     | 西三段目85枚目 3–4      | 西序二段6枚目 3–4           |
| 1980年 （昭和55年） | 西序二段20枚目 5–2      | 東三段目71枚目 3–4      | 西三段目88枚目 4–3      | 西三段目78枚目 4–3          | 東三段目61枚目 4–3      | 東三段目39枚目 2–5          |
| 1981年 （昭和56年） | 東三段目60枚目 6–1      | 東三段目14枚目 5–2      | 東幕下50枚目 3–4        | 東幕下57枚目 5–2            | 東幕下39枚目 4–3        | 東幕下29枚目 5–2            |
| 1982年 （昭和57年） | 東幕下14枚目 4–3        | 東幕下10枚目 3–4        | 西幕下18枚目 5–2        | 東幕下10枚目 3–4            | 東幕下22枚目 6–1        | 東幕下7枚目 4–3             |
| 1983年 （昭和58年） | 東幕下4枚目 優勝 7–0    | 西十両10枚目 8–7        | 東十両6枚目 8–7         | 東十両5枚目 優勝 10–5       | 西前頭13枚目 8–7        | 東前頭7枚目 9–6 敢          |
| 1984年 （昭和59年） | 東小結 9–6 敢           | 西関脇 6–9              | 東前頭筆頭 6–9          | 西前頭3枚目 9–6             | 東小結 7–8              | 東前頭筆頭 9–6 技★          |
| 1985年 （昭和60年） | 西関脇 10–5 殊          | 東関脇 8–7              | 東張出関脇 7–8          | 西小結 10–5 技              | 東小結 8–7              | 西関脇 9–6 技               |
| 1986年 （昭和61年） | 東関脇 8–7 技           | 西関脇 13–2 殊技        | 東関脇 11–4 敢          | 東関脇 12–3 殊              | 東大関 12–3             | 東大関 8–7                  |
| 1987年 （昭和62年） | 東張出大関 11–4         | 西大関 12–3             | 東大関 13–2             | 東張出横綱 11–4             | 西横綱 14–1             | 東横綱 13–2                 |
| 1988年 （昭和63年） | 西横綱 11–4             | 西横綱 13–2             | 東横綱 11–4             | 西横綱 休場 0–0–15          | 東張出横綱 休場 0–0–15  | 東張出横綱 休場 0–0–15      |
| 1989年 （平成元年） | 東張出横綱 14–1         | 東横綱 11–4             | 東張出横綱 13–2         | 東横綱 12–3                 | 東横綱 11–4             | 西横綱 11–4                 |
| 1990年 （平成2年） | 西横綱 11–4             | 西横綱 13–2             | 東横綱 10–5             | 西横綱 10–5                 | 東張出横綱 14–1         | 東横綱 9–6                  |
| 1991年 （平成3年） | 西張出横綱 12–3         | 東横綱 13–2             | 東横綱 休場 0–0–15      | 西横綱 9–6                  | 東横綱 休場 0–0–15      | 西横綱 4–4–7                |
| 1992年 （平成4年） | 東横綱 休場 0–0–15      | 東横綱 0–3–12           | 東横綱 引退 –           | x                           | x                       | x                           |
| 各欄の数字は、「勝ち-負け-休場」を示す。 優勝 引退 休場 十両 幕下 三賞：敢=敢闘賞、殊=殊勲賞、技=技能賞 その他：★=金星 番付階級：幕内 - 十両 - 幕下 - 三段目 - 序二段 - 序ノ口 幕内序列：横綱 - 大関 - 関脇 - 小結 - 前頭（「#数字」は各位内の序列） |                         |                         |                         |                             |                         |                             |

## 幕内対戦成績
| 力士名     | 勝数 | 負数   | 力士名   | 勝数   | 負数 | 力士名   | 勝数 | 負数 | 力士名 | 勝数 | 負数 |
| ---------- | ---- | ------ | -------- | ------ | ---- | -------- | ---- | ---- | ------ | ---- | ---- |
| 青葉城     | 4    | 1      | 安芸ノ島 | 9      | 6(1) | 曙       | 2    | 2    | 朝潮   | 15   | 11   |
| 旭富士     | 21** | 19     | 東洋     | 1      | 0    | 天ノ山   | 2    | 0    | 板井   | 9    | 5    |
| 恵那櫻     | 3    | 0      | 大潮     | 2      | 0    | 巨砲     | 13   | 4    | 大錦   | 4    | 1    |
| 大乃国     | 14   | 20(1)* | 大豊     | 1      | 1    | 小城ノ花 | 1    | 0    | 魁輝   | 3    | 0    |
| 春日富士   | 3    | 0      | 北の湖   | 3      | 2    | 旭道山   | 2    | 0    | 霧島   | 10*  | 6    |
| 麒麟児     | 12   | 3      | 久島海   | 3      | 1    | 蔵間     | 0    | 2    | 高望山 | 6    | 2    |
| 琴稲妻     | 2    | 0      | 琴ヶ梅   | 22     | 3    | 琴風     | 5    | 4    | 琴錦   | 5    | 3    |
| 琴富士     | 5    | 0      | 小錦     | 16(1)* | 16*  | 斉須     | 1    | 0    | 逆鉾   | 21   | 8    |
| 佐田の海   | 10   | 3      | 陣岳     | 19     | 2    | 太寿山   | 13   | 2    | 大翔山 | 0    | 2    |
| 大徹       | 3    | 0      | 貴闘力   | 3      | 0    | 隆の里   | 5    | 5    | 貴花田 | 1    | 1    |
| 隆三杉     | 8    | 1      | 高見山   | 1      | 0    | 多賀竜   | 4    | 2    | 玉龍   | 4    | 2    |
| 千代の富士 | 0    | 0*     | 寺尾     | 19     | 6(1) | 出羽の花 | 14   | 3    | 闘竜   | 4    | 0    |
| 栃司       | 7    | 2      | 栃剣     | 3      | 2    | 栃乃和歌 | 16   | 3    | 栃光   | 2    | 0    |
| 豊ノ海     | 1    | 0      | 南海龍   | 1      | 0    | 花乃湖   | 10   | 2    | 花ノ国 | 8    | 1    |
| 飛騨乃花   | 2    | 0      | 富士櫻   | 0      | 1    | 藤ノ川   | 3    | 0    | 双羽黒 | 8    | 9    |
| 鳳凰       | 2    | 0      | 北天佑   | 17     | 18   | 前乃臻   | 1    | 0    | 舛田山 | 1    | 0    |
| 益荒雄     | 5    | 2      | 三杉里   | 4      | 2    | 水戸泉   | 10   | 3    | 両国   | 10   | 2    |
| 若嶋津     | 13   | 9      | 若瀬川   | 4      | 0    | 若花田   | 2    | 0    |        |      |      |

- 他に優勝決定戦（巴戦は1990年3月場所）で旭富士に2勝、霧島に1勝、小錦に1勝1敗、大乃国と千代の富士（唯一の同部屋横綱決戦）に各1敗がある。

（カッコ内は勝敗数の中に占める不戦勝・不戦敗の数）

## 四股名変遷
- 保志 信芳（1979年3月場所 - 1980年1月場所、1980年5月場所 - 1985年9月場所）
- 富士若 信芳（1980年3月場所）
- 保志 延芳（1985年11月場所 - 1986年7月場所）
- 北勝海 信芳（1986年9月場所 - 1992年5月場所）

## 年寄変遷
- 北勝海 信芳（）1992年5月 - 1993年9月（一代年寄）
- 八角 信芳（）1993年9月 - 現在

## 合い口
- 元横綱・北の湖には3勝2敗。最後の勝利は寄り切り。
- 元横綱・隆の里には5勝5敗。1986年1月場所で肩透かしで勝った相撲が、隆の里の現役最後の一番となった。
- 元横綱・双羽黒には8勝9敗。横綱同士の対戦は2勝1敗。最後の勝利は1987年11月場所で、決まり手は寄り切り。
- 元横綱・大乃国には14勝20敗(不戦敗1を含む)。他に優勝決定戦で1敗がある。大関同士の対戦は2勝3敗、横綱同士の対戦は7勝5敗(不戦敗1を含む)。最後の勝利は1991年3月場所で、決まり手は寄り倒し。
- 元横綱・旭富士には21勝19敗。他に優勝決定戦で2勝がある。横綱同士の対戦は2勝3敗。最後の勝利は1991年7月場所で、決まり手は寄り切り。
- 元横綱・曙には曙が入幕直後に対戦して2勝2敗。
- 元横綱・貴乃花には貴乃花が入幕直後の貴花田時代に対戦して1勝1敗。
- 元横綱・若乃花には若乃花が入幕直後の若花田時代に対戦して2勝。
- 元大関・琴風には5勝4敗。
- 元大関・若嶋津には13勝9敗。大関同士の対戦は3勝2敗。
- 元大関・朝潮(4代)には15勝11敗。大関同士の対戦は3勝2敗。
- 元大関・北天佑には17勝18敗。大関同士の対戦は1勝2敗。
- 元大関・小錦には16勝16敗(不戦勝1を含む)。他に優勝決定戦で1勝1敗がある。
- 元大関・霧島には10勝6敗。他に優勝決定戦で1勝がある。

## エピソード

### 優勝争い
- 1990年3月場所での優勝決定巴戦。最初の小錦戦で負けたものの、その後霧島戦と小錦戦で連勝してようやく優勝を決めた。「今迄の相撲人生の中で一番苦しい優勝だった。もしあと一戦あったら腰が持たなかったかもしれない」と語った。
- 復活優勝の1989年1月場所、北勝海自身初の全勝優勝がかかった千秋楽本割・結びの一番では、旭富士に完敗し14勝1敗同士の優勝決定戦へ。「あの時（1988年3月場所）のことが頭を過ぎった」というが、「土俵に上がれるだけで幸せなんだから」と気持ちを切り替えて決定戦で旭富士を下した。8場所振り4回目の幕内優勝に目に北勝海は涙を浮かべながら、「まさか優勝するとは夢にも思わなかった。治療先では会う人全てがとても良くしてくれたから、自分も苦しい治療やリハビリを乗り切れたのだと思う。とにかく復活することが出来て本当に嬉しい。今までに会った人に感謝したい」と喜びを語る前に治療時にお世話になった人たちへのお礼の言葉を述べた。また、この場所前リハビリから帰ってきた北勝海を見た師匠の12代九重は「以前より胸板が厚くなった。本気でリハビリに取り組んでいたんだ」と喜んだという。北勝海の人柄や真面目さを感じさせるエピソードである。

### 記録関連
- 3月場所にめっぽう強く、自身の幕内優勝8回のうち半数の4回は3月場所で記録したものである（その他優勝同点も1回）。兄弟子の横綱・千代の富士は、幕内優勝31回もしながら、3月場所の優勝はわずか3回に留まった。さらに千代の富士が休場した場所で、弟弟子の北勝海が優勝するというケースも過去に5回もあった（1986年3月場所、1987年9月場所、1989年5月場所、1990年9月場所、1991年3月場所）。他の3回も千代の富士が後半戦優勝争いから脱落した時（1987年3月場所・11勝4敗、1989年1月場所・11勝4敗、1990年3月場所・10勝5敗）の優勝である。
- 初優勝した1986年3月場所、北勝海（当時は保志）は関脇以下の力士としては初めて「1場所5大関撃破」を達成している[注 23]。翌年の3月場所は益荒雄が小結で同じ記録を賭けて当時大関の北勝海と対戦。北勝海は益荒雄を下し同じ記録達成は阻止した。この場所北勝海は12勝3敗で2度目の優勝を果たした。

### ライバルとの関係
- 1988年3月場所、横綱・大乃国に逆転で幕内優勝をさらわれた際は大きなショックを受け、「あの悔しさは一生忘れない」と語っていた。屈辱を胸に秘め臨んだ翌5月場所だったが、千秋楽の大乃国戦で初めての不戦敗・休場となり、さらに7月場所から3場所も続いて全休。北勝海のプライドは相当に切り裂かれていた[8]。復活優勝した1989年1月場所では、14日目に大乃国を生涯最高の相撲で一直線で押し出した。さらに同年9月場所の千秋楽の結びの一番では、7勝7敗と勝ち越しをかけた大乃国と対戦するも容赦なくあっさり下し、これで大乃国は7勝8敗とついに負け越してしまった。1988年3月場所で「これ以上にない屈辱を受けた」という北勝海が、大乃国に対して「15日制が定着してからは初めての横綱皆勤負け越し」というそれ以上の屈辱を与える形でリベンジした。特に1988年7月・9月・11月場所の連続全休は本人にとっても衝撃だったが、それによって人間的に大きくなったと、2002年の記者クラブ担当時代に語っており、講演でも逆転優勝されたこの場所のことで1時間は持つという[8]。
- 1991年1月場所前での稽古総見では曙が初参加。旭富士や霧島などの上位陣に稽古を頼むも相手にされない[注 24]。しかし北勝海は曙と積極的に稽古し、羽目板にぶつけられることもしばしばだった。その1月場所では曙の突っ張りをかわし、腰についた北勝海が切り返しで圧勝。「稽古場ではあんなのなかったのに」と落胆する曙。北勝海は「曙と稽古しておいて良かった。（稽古を）してなければ強さもわからなかったし、やり辛かった。だてに羽目板にぶつけられていたわけじゃないよ」と振り返る。
- 現役引退後、解説者として出演した「大相撲ダイジェスト」で、霧島の取り組みを解説する際には「大関・霧島関」と敬称付きで呼んでいた。（霧島は北勝海より4歳年上で、初土俵も4年先輩の為。北勝海自身が28歳で引退した為、引退時点では霧島以外にも北勝海より年上の現役力士が多くいた）
- 同じ花のサンパチ組としてしのぎを削った元関脇・寺尾の錣山親方が死去した際は「回転の良い突っ張りからの真っ向勝負で、何度か苦杯をなめたこともありました。現役を長く務められ、師匠としても、関脇阿炎、小結豊真将など多くの力士を育て、相撲道の継承と発展に尽力されました」と錣山親方の現役時代を振り返りつつ親方時代を労った[38]。

### 稽古熱心さ
- 初の大関獲りが懸かった1986年5月場所は11勝4敗で昇進は見送りになったが、11勝で大関になれると思っていた保志は相当落ち込み、場所後の稽古にも身が入らなかったという。しかし千代の富士はそれを見逃さず、保志に対し「まだまだ稽古が足りないからだ」と助言。その後保志は千代の富士との猛稽古で徐々に自信を取り戻し、翌場所も12勝3敗で文句なしの大関獲りを実現した。
- 綱獲り前3場所の成績は36勝9敗、さらに直前の成績では15戦全勝した大乃国との差は星2つ。現在の横綱昇進条件である「大関で2場所連続優勝、又はそれに準ずる成績」に充分該当するとは言えなかったが「北勝海だから昇進出来た」という声も多かった。それだけ品格や稽古熱心さが評価されていた（幕内優勝は8回達成したが、横綱昇進後も連続優勝は一度も果たせなかった）。師匠の12代九重（当時）は、かつて千代の富士の横綱昇進時には「ウルフ、引退する時はスパッと潔く辞めような」と語ったが、性格が生真面目な北勝海に対しては「横綱は本当に大変な地位だぞ。勝てなくなったら引退するしかないんだから」と自ら経験した横綱の重みと厳しさを伝えたという。
- 現役時代に行った千代の富士の胸を借りてのぶつかり稽古は、ベテラン記者でさえも「あれほどすごいものを見たことがない」と感嘆するほどすさまじいものであった[4]。
- 北の富士は北勝海のことを「素質ではその辺の力士と変わらないが、稽古熱心さでは100人に1人の素材」と評した。なお素質不足を気力で補う相撲の性質だったため、気が緩む面のある優勝決定後の取組は4戦4敗であった。

### 懸命なリハビリ
- 1991年3月場所千秋楽の北勝海は、前日の大乃国戦で左膝を負傷するも医者に行かず一晩中氷水等で冷やし続けていた。それでも、千秋楽当日の横綱土俵入りと自身取組前に三役揃い踏みをする際は、膝の痛みはそれほど気にならなかったらしい。また北勝海が結びの一番の対戦前、土俵下で大乃国対霧島戦を見ていたが、自身も不振の霧島なら大乃国に負けるだろうと思っていたという。しかしこの対戦は予想を翻し霧島が大乃国を寄り切って勝利。この瞬間北勝海の8回目の幕内優勝が決まったが、同時に左膝の激痛が酷くなったのである。その後結びの一番での旭富士戦は全く相撲に成らずに敗北。左足を引き摺りながら花道を歩いた後、記者陣とのインタビューでは「大阪のお客さんに失礼しました。最後は良い相撲を取りたかったのに」と語り、幸運がもたらした優勝であった。

### 兄弟子・千代の富士
- 千代の富士の優勝、または優勝争いで何度も援護射撃をしている。新横綱の1987年7月場所は優勝と綱獲りが懸かっていた大関・大乃国を千秋楽に下し、千代の富士に21回目の優勝をプレゼントした（大乃国は場所後の横綱昇進も逃す）他、1987年11月場所14日目には、千代の富士と共に全勝だった横綱・双羽黒を下している（翌千秋楽、千代の富士は双羽黒を下し22回目の優勝を決めた）。1988年1月場所14日目には全勝の大関・旭富士を下し援護射撃したが、千代の富士は同日の結びの一番で大関・小錦に、千秋楽に旭富士に敗れ優勝を逃した。1989年11月場所12日目にも全勝の小錦を下しまたも援護射撃。しかし千代の富士は翌13日目小錦に敗れ優勝を逃している。
- 1989年7月場所での千代の富士と史上初の同部屋横綱同士の優勝決定戦。本人曰く「廻しを切ろうとしても切れなかった。稽古場でも強かったが本番では全く違う（ほど強かった）」と脱帽。しかし取組後北勝海・千代の富士は二人共「もう二度と対戦したくない」。12代九重もかつて「一度は（千代の富士対北勝海の）決定戦を見てみたい」と語っていたが、二人の決定戦の終了後は「師匠としてもまともに見ていられなかった。もう（決定戦は）やらなくていい」とコメントしている。これが両者にとって最初で最後の優勝決定戦だった。

### 現役終盤の不振
- 1991年7月場所は休場明けで且つ稽古不足で大不振。12日目にようやく勝ち越しを決めたが、引退したばかりの千代の富士に「勝ち越しおめでとう」と冷やかされる。また9日目には、同郷のライバルの大乃国が28歳9か月の若さで引退を表明、自身にとっても大きなショックだったという。さらに千秋楽は北勝海と同じく8勝6敗同士の成績不振ながら旭富士との横綱対決。「泡の抜けたビール」「史上最低の千秋楽相星決戦」と叩かれる始末。熱戦の末北勝海は旭富士を寄り切りで下し、何とか9勝目を挙げた。それでも北勝海にとっては現役最後の千秋楽まで皆勤した場所[注 25]となり、翌9月場所以降は度重なる怪我に苦しみ、全休と途中休場とを繰り返す羽目となる。
- 自身3場所連続休場となった1992年1月場所中に旭富士も引退、これで横綱は北勝海たった一人となる。同場所3日目、旭富士の現役最後の取組となった若花田（のち3代若乃花）戦での北勝海は「その相撲（TV生中継）は見ていなかった。もしかしたら…という思いがあったのかも知れない」と顔を強ばらせながらコメント。翌3月場所、「ゲンの良い」大阪で奇跡の復活を目指したものの、1勝も出来ずに4場所連続休場へ。「相撲勘が戻っていない。もう少し時間が欲しい」と沈痛な表情ながら「場所後の巡業で猛稽古して次の5月場所で進退を掛ける」と公言していた。
  - しかしその1992年5月場所直前になっても、体調は依然回復せず思うように稽古は出来なかった。自身がろくに相撲を取れる状態ではないにも拘らず、一人横綱という責任感からか、敢えて北勝海は一旦5月場所の強行出場を表明する。師匠になったばかりの千代の富士は渋々認めたものの、旧師匠の北の富士は納得せず、当時の出羽海理事長（元横綱佐田の山）にも北勝海の去就について相談していたという。その後北の富士・千代の富士の二人の師匠らと3者の話し合いの結果、北勝海の現役引退が決定。その引退会見での北勝海は「自分は稽古で、横綱まで上がった相撲取りですから、その稽古する気力がなくなったらもう、終わりかなと…」ハンカチで涙を拭いながら語っていた。
- 北の富士は「再起を期待したが想像以上に体力が衰え、大事な気力も落ちてしまっていた。横綱がいなくなるのは心苦しいが、このまま本場所を出場しても横綱の名を汚すだけだと思った」と、自ら引き際の潔さを貫きつつ北勝海を延々説得し、引退を決意させたという。千代の富士は「自身が現役辞めてから、僅か1年後に引退するとは思わなかったから、本当に寂しい。でも自分が長く横綱を張れたのは、彼が九重部屋にいてくれたお陰」と労っていた。

### 後援会関連
- 大関時代に九重部屋の後援会によって三つ揃えの化粧廻しを用意されており、明治神宮で行われる初の横綱土俵入りでは、異例（大抵、一門の先輩横綱から三つ揃えを借りる）となる自前の三つ揃えで臨んだ。還暦土俵入りでも使用された[39]。

### 社会貢献活動
- 老人ホームなどの福祉施設への慰問を現役時代より定期的に行っており、地元北海道の障害者施設に個人的に寄付もしている。これについて北勝海は「父をはじめ地元の人たちの理解があったから、相撲の世界でやってこれた。時間さえあれば地元に帰って積極的に祭事にも参加したいし、自分を育ててくれた地元に恩を返したい。」と語っている。また、長野県長野市の児童福祉施設の設立にも発起人として名を連ねている。知的障害を持つ海士の島信之(最高位・東幕下17枚目、2022年7月場所引退)を弟子に迎え入れたのも障害者に理解を持っているところによる。

### 後進との関係
- 2020年始に時事通信の相撲記者の若林哲治と対談した際、白鵬が34歳になっても横綱として活躍していることに関して「普段の準備運動の賜物じゃないですか」と話しており、物議を醸している白鵬のかち上げについては「私の場合は相手がかち上げにきた方がやりやすかった。相手の脇が空くからちょうど（突き押しで）いきやすい」と肯定している[40]

### 私生活
- 横綱時代の1990年2月に結婚したが2003年8月に離婚、2005年に14歳年下の現在の妻と再婚している。子供は前妻との間に1人、現妻との間に2人いる。前妻との結婚式での媒酌人は当時ハンナンの社長であった浅田満である。

### その他
- 『サンクチュアリ -聖域-』が第8話まで公開された時点で暫定全話を鑑賞した感想について「せっかく元力士たちが登場しているんだから、頭と頭で当たる激しいぶつかりとか、もっと“本物”の稽古を見せなくちゃ」と指導者目線で注文を付けた[41]。
- 日刊スポーツの還暦記念インタビューでは「60歳になれば、楽になると思っていたんでしょうね。まさか、そのころ見ていた栃錦さん（先々代春日野親方）と同じように、60歳で理事長をやっているとは」と感慨にふけり、還暦土俵入りについて「9月2日に国技館でやることになりました。太刀持ちは隠岐の海（現君ケ浜親方）、露払いは北勝富士の予定」と予定を示し、還暦土俵入りとしては異例の一般公開を目指す方針を語った。将来の夢を「ハワイに飽きるまでいたいですね（笑い）。2週間以上とか。今は毎日必死ですけど、いつかはそんな生活を送りたいですね」と語った[42]。
- 2024年10月24日に行われたプロ野球ドラフト会議で北海道日本ハムファイターズから育成2位指名を受けた澁谷純希は遠縁の親戚（従姉妹の孫）にあたり、指名された際には祝福のコメントを寄せた[43]。